# Bo Qin
Bo Qin också känd som Qin Fu, född okänt år, död 998 f.Kr., var en kinesisk monark, grundare av Lu (stat).